# T-40
T-40 – radziecki lekki czołg pływający z okresu II wojny światowej.

## Historia
Pod koniec lat 30. dowództwo Armii Czerwonej zaczęło poszukiwania następcy znajdujących się na jej uzbrojeniu czołgów pływających T-37A i T-38. Zespół konstrukcyjny Fabryki nr 37 w Moskwie, kierowany przez N. A. Astrowa, opracował projekt nowego wozu. Otrzymał on oznaczenie T-40. Miał spawany pancerz a kształt kadłuba przypominał kadłub łodzi. W wodzie napędzany był przez czterołopatową śrubę i kierowany przez dwa stery umieszczone z tyłu kadłuba. Zarówno śruba jak i stery były zabezpieczone lekkim pancerzem przed ich przypadkowym zniszczeniem przez odłamki. Wszystkie włazy czołgu były hermetycznie zamykane, by mógł bez problemu pokonywać większość śródlądowych przeszkód wodnych, a także poruszać się po większych akwenach w warunkach nie przekraczających 3 stopnia skali Beauforta. Miał silniejsze uzbrojenie niż poprzednie typy czołgów pływających. Pierwsze modele uzbrojone były tylko w dwa karabiny maszynowe: km DT kalibru 7,62 mm i wkm DSzK kalibru 12,7 mm. Późniejsze modele otrzymały silniejsze uzbrojenie w postaci działka 20 mm SzWAK. Po serii bardzo wyczerpujących testów czołg został 19 grudnia 1940 roku przyjęty do uzbrojenia Armii Czerwonej. Do końca roku zdołano wyprodukować 41 wozów. Do chwili wybuchu wojny z Niemcami wyprodukowano dalsze 181 sztuk. Ogółem zbudowano 709 egzemplarzy.

## Służba
Czołgi T-40 zaczęły zastępować w uzbrojeniu pancernych jednostek rozpoznawczych używane tam wcześniej czołgi T-37A i T-38. Na początku inwazji Niemiec na ZSRR były jednak często używane do typowych zadań czołgów średnich, a nie do zwiadu czy rozpoznania, co powodowało ich duże straty. Zostały wycofane z pierwszej linii pod koniec 1941 roku, ale zostały użyte w późniejszym okresie wojny przy forsowaniu takich przeszkód wodnych jak Dniepr czy Dniestr.
Rozwojową, ale już nie amfibijną wersją czołgu był T-40S, który wszedł do produkcji jako T-60. Ostatnie egzemplarze były używane do 1946 roku w jednostkach szkoleniowych.